# Коломан II Асен
Коломан II Асен — болгарський цар у 1256 році. Син Олександра, брата царя Івана Асена II, онук Івана Асена I.
Убив свого двоюрідного брата Михайла Асена (1256), заволодів його престолом та, щоб надати своєму воцарінню виду спадковості, одружився із вдовою убитого, Єлизаветою Ростиславівною. Її батько, Ростислав Михайлович, бан Мачви, привів війська до Велико-Тирново для захисту дочки, Коломан втік з міста, його залишили майже всі прибічники та невдовзі він був кимось убитий.